# Хуан Торалес
Хуан Торалес (ісп. Juan Torales, нар. 9 березня 1956, Луке) — парагвайський футболіст, що грав на позиції захисника. Відомий за виступами в парагвайських клубах «Спортіво Лукеньйо», «Лібертад» та «Гуарані», а також у складі національної збірної Парагваю, у складі якої став переможець чемпіонату Південної Америки у 1979 році.

## Клубна кар'єра
Хуан Торалес народився у 1956 році. Розпочав займатися футболом у клубі «Хуліо Корреа». У дорослому футболі дебютував у 1976 року в команді «Спортіво Лукеньйо», в якій грав до 1981 року. У 1981 році Торалес перейшов до клубу «Лібертад», у складі якого грав до 1991 року, зігравши в його складі у 286 матчах чемпіонату країни.
У 1992 році Хуан Торалес грав у складі клубу «Гуарані» з Асунсьйона. У 1993 році футболіст повернувся до клубу «Спортіво Лукеньйо», за який відіграв 2 сезони, та завершив професійну кар'єру футболіста в складі рідного клубу в 1995 році. Після завершення виступів на футбольних полях Хуан Торалес працював спортивним коментатором.

## Виступи за збірну
У 1979 році Хуан Торалес дебютував у складі національної збірної Парагваю. У цьому ж році у складі збірної був учасником розіграшу Кубка Америки 1979 року, та став у складі збірної чемпіоном континенту. У 1983 році вдруге взяв участь у континентальній першості, на якій парагвайська збірна здобула бронзові нагороди. У 1986 році у складі збірної брав участь у чемпіонаті світу 1986 року у Мексиці, на якому збірна Парагваю зуміла пробитися до стадії плей-офф. Хуан Торалес у складі збірної також брав участь у розіграшах Кубка Америки 1987 року в Аргентині та Кубка Америки 1989 року у Бразилії, на яких парагвайська збірна особливих успіхів не досягла. Загалом протягом кар'єри у національній команді, яка тривала до 1987 року, провів у її формі 77 матчів, забивши 1 гол.

## Титули і досягнення
- Переможець Кубка Америки: 1979